# Rigoletto
Rigoletto (1851) è un'opera in tre atti di Giuseppe Verdi su libretto di Francesco Maria Piave, tratta dal dramma di Victor Hugo Il re si diverte. Con Il trovatore (1853) e La traviata (1853) forma la cosiddetta "trilogia popolare" di Verdi.

## Storia
Incentrato sulla drammatica e originale figura di un buffone di corte, Rigoletto fu inizialmente oggetto della censura austriaca. La stessa sorte era toccata nel 1832 al dramma originario Il re si diverte, bloccato dalla censura e riproposto solo 50 anni dopo la prima. Nel dramma di Hugo, che non piacque né al pubblico né alla critica, erano infatti descritte senza mezzi termini le dissolutezze della corte francese, con al centro il libertinaggio di Francesco I, re di Francia. Nell'opera si arrivò al compromesso di far svolgere l'azione alla corte di Mantova, a quel tempo non più esistente, trasformando il re di Francia nel duca di Mantova.
Il 3 giugno 1850 Verdi scriveva a Piave: «In quanto al titolo quando non si possa tenere Le roi s'amuse, che sarebbe bello… il titolo deve essere necessariamente La maledizione di Vallier, ossia per essere più corto La maledizione. Tutto il soggetto è in quella maledizione che diventa anche morale. Un infelice padre che piange l'onore tolto alla sua figlia, deriso da un buffone di corte che il padre maledice, e questa maledizione coglie in una maniera spaventosa il buffone, mi sembra morale e grande, al sommo grande». La decisione finale sul titolo cadde sul nome del protagonista, cambiandolo da Triboletto, traslitterazione dell'originale Triboulet, a Rigoletto (dal francese rigoler, che significa scherzare).
Intenso dramma di passione, tradimento, amore filiale e vendetta, Rigoletto offre una combinazione di ricchezza melodica e potenza drammatica.  Dal punto di vista musicale abbiamo, fin dal preludio, il ripetersi costante del tema della maledizione, tramite la ripetizione della nota Do in ritmo doppio puntato.

## Trama
La scena è ambientata a Mantova e dintorni nel XVI secolo ai tempi del ducato.

### Atto I
(Rigoletto, atto I, scena VIII)
Al Palazzo Ducale, durante una festa il Duca, che ha l'abitudine di confondersi tra il popolo in incognito, confida al fido Borsa di voler portare a compimento la conquista di una fanciulla (Gilda) che vede sempre all'uscita della chiesa. Borsa gli fa notare le beltà delle dame presenti, e il Duca, dopo aver dichiarato il suo spirito libertino (Questa o quella per me pari sono), corteggia la Contessa di Ceprano provocando la rabbia del marito, che viene schernito dal buffone di corte Rigoletto. Intanto, in disparte, Marullo racconta agli altri cortigiani che Rigoletto, sebbene gobbo e deforme, avrebbe un'amante; la notizia è lo spunto per i cortigiani e per il conte di Ceprano per vendicarsi dell'ironia offensiva del buffone con il rapimento della donna. In realtà la giovane che Rigoletto tiene ben nascosta in casa non è altri che la figlia Gilda.

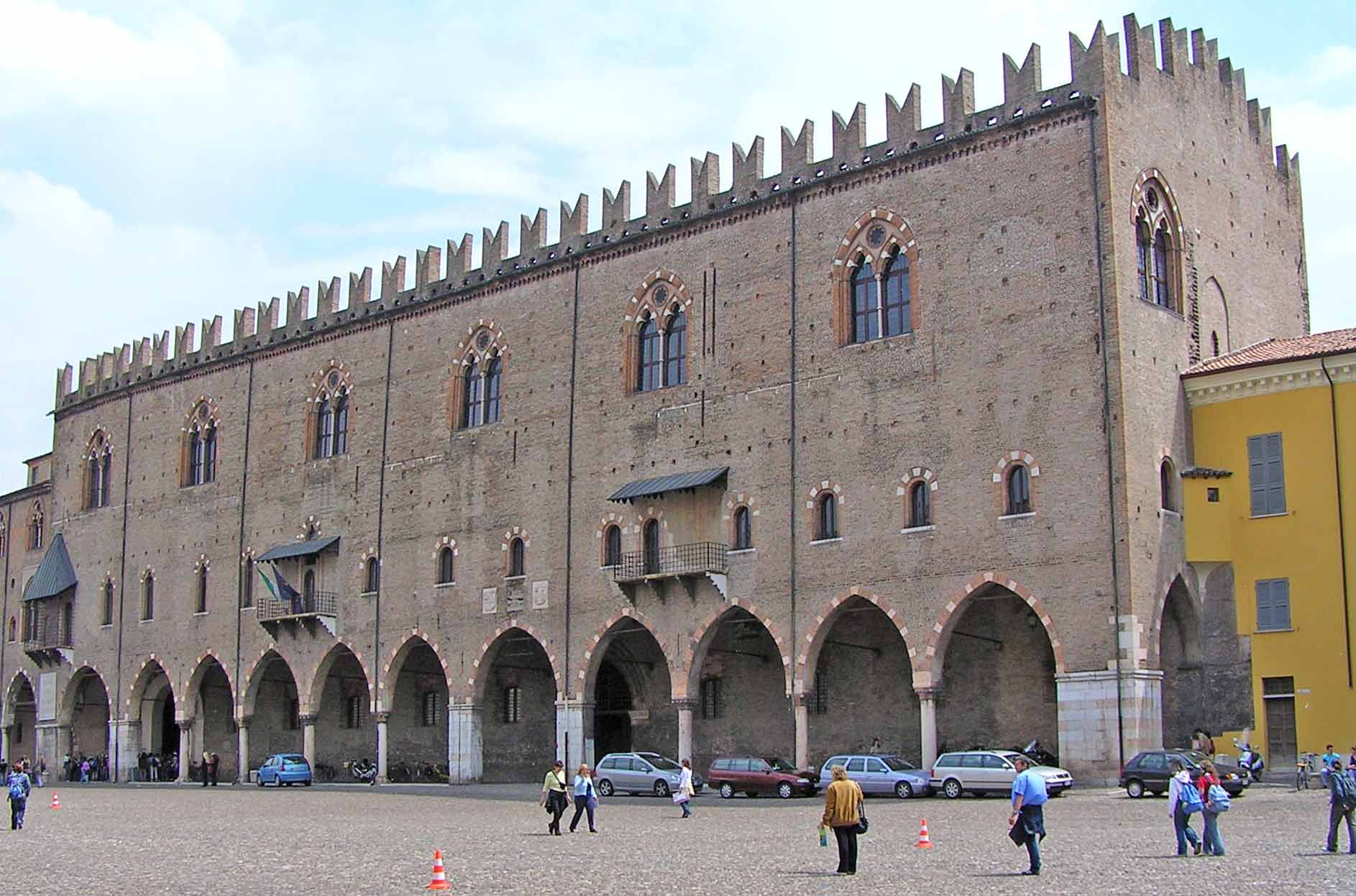
Palazzo Ducale di Mantova.

Improvvisamente irrompe il Conte di Monterone, vecchio nemico del Duca, che lo accusa pubblicamente di avergli sedotto la figlia. Rigoletto lo irride e Monterone maledice lui e il Duca, che ordina di arrestarlo, mentre Rigoletto, spaventato dalle sue parole, fugge. Profondamente turbato dalla maledizione di Monterone (Quel vecchio maledivami), mentre è sulla strada di casa il buffone viene avvicinato da Sparafucile, un sicario prezzolato che gli offre i suoi servigi. Rigoletto lo allontana, paragonandosi poi in qualche modo a lui (Pari siamo), meditando sulla sua vita infelice e cercando di distogliere la mente dal pensiero ricorrente della maledizione.
Giunto a casa, riabbraccia Gilda, all'oscuro del lavoro di buffone di corte del padre, e raccomanda alla domestica Giovanna di vegliare su di lei, ossessionato dalla paura che la fanciulla possa essere insidiata (Veglia, o donna, questo fiore). Il Duca si è però già introdotto nella casa e osserva di nascosto la scena. Andatosene Rigoletto, egli avvicina la giovane e si dichiara innamorato (È il sol dell'anima) spacciandosi per uno studente povero, Gualtier Maldé, ma è costretto a desistere dalla sua opera di seduzione data la presenza di qualcuno nei pressi della casa. Gilda, rimasta sola, esprime il suo amore per il giovane (Gualtier Maldé... Caro nome...).
Nei dintorni si aggirano in effetti i cortigiani, con l'intenzione di attuare il rapimento di quella che è creduta l'amante del buffone. Essi coinvolgono lo stesso Rigoletto, che, colto da un presentimento, è tornato sui suoi passi e al quale fanno credere con un inganno di voler rapire la contessa di Ceprano, il cui palazzo è attiguo. Sollevato dai propri timori, Rigoletto accetta di unirsi all'impresa. Con la scusa di fargli indossare come tutti una maschera, la vista, già scarsa per il buio notturno, e l'udito gli vengono impediti con una benda, mentre i cortigiani rapiscono Gilda (Zitti zitti, moviamo a vendetta). Solo quando tutti sono partiti, egli capisce la verità e ripensa alla maledizione ricevuta (Ah, la maledizione).

### Atto II

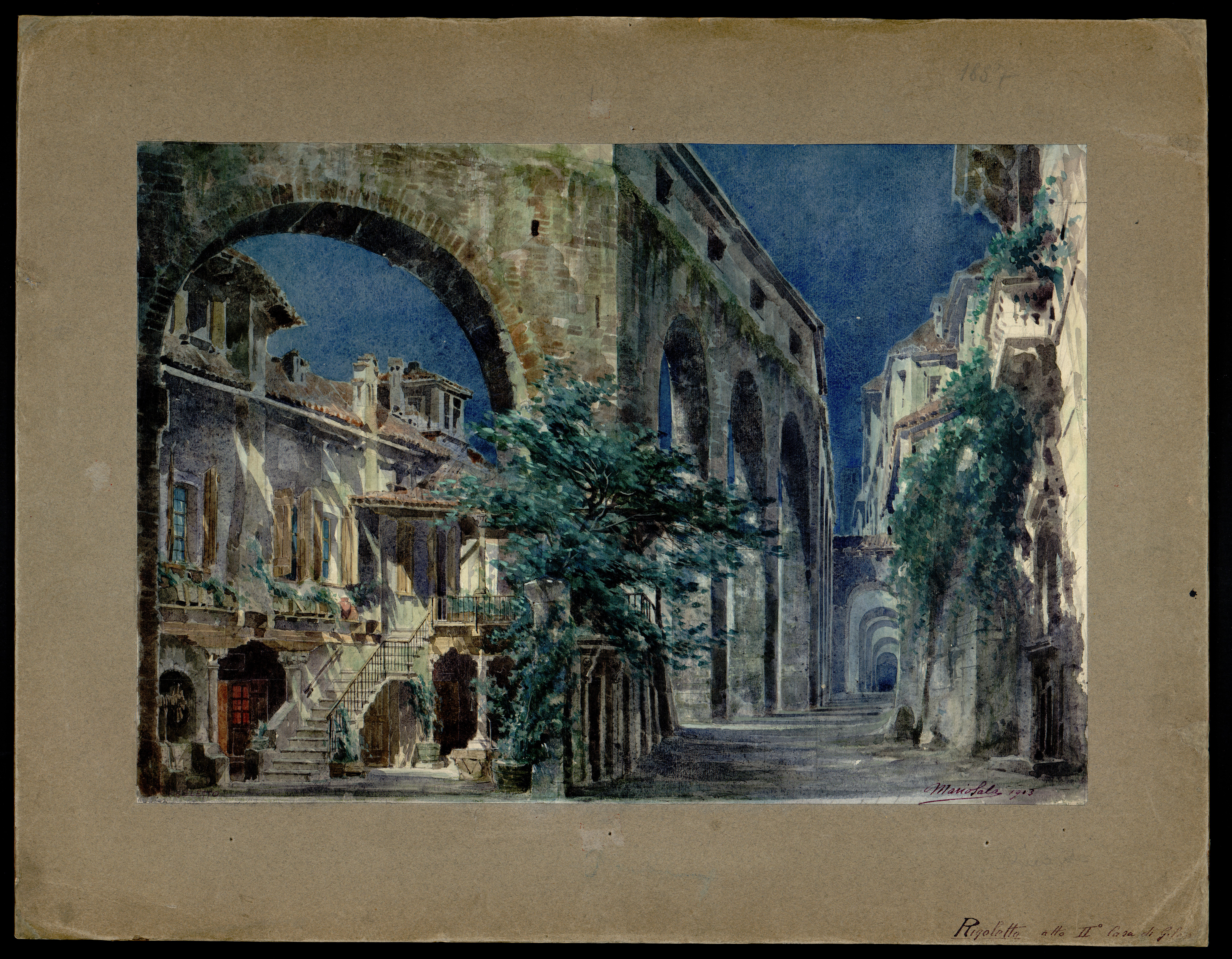
L'estremità di una via cieca. Casa di Gilda, bozzetto per Rigoletto atto 2 (1903).
Archivio Storico Ricordi

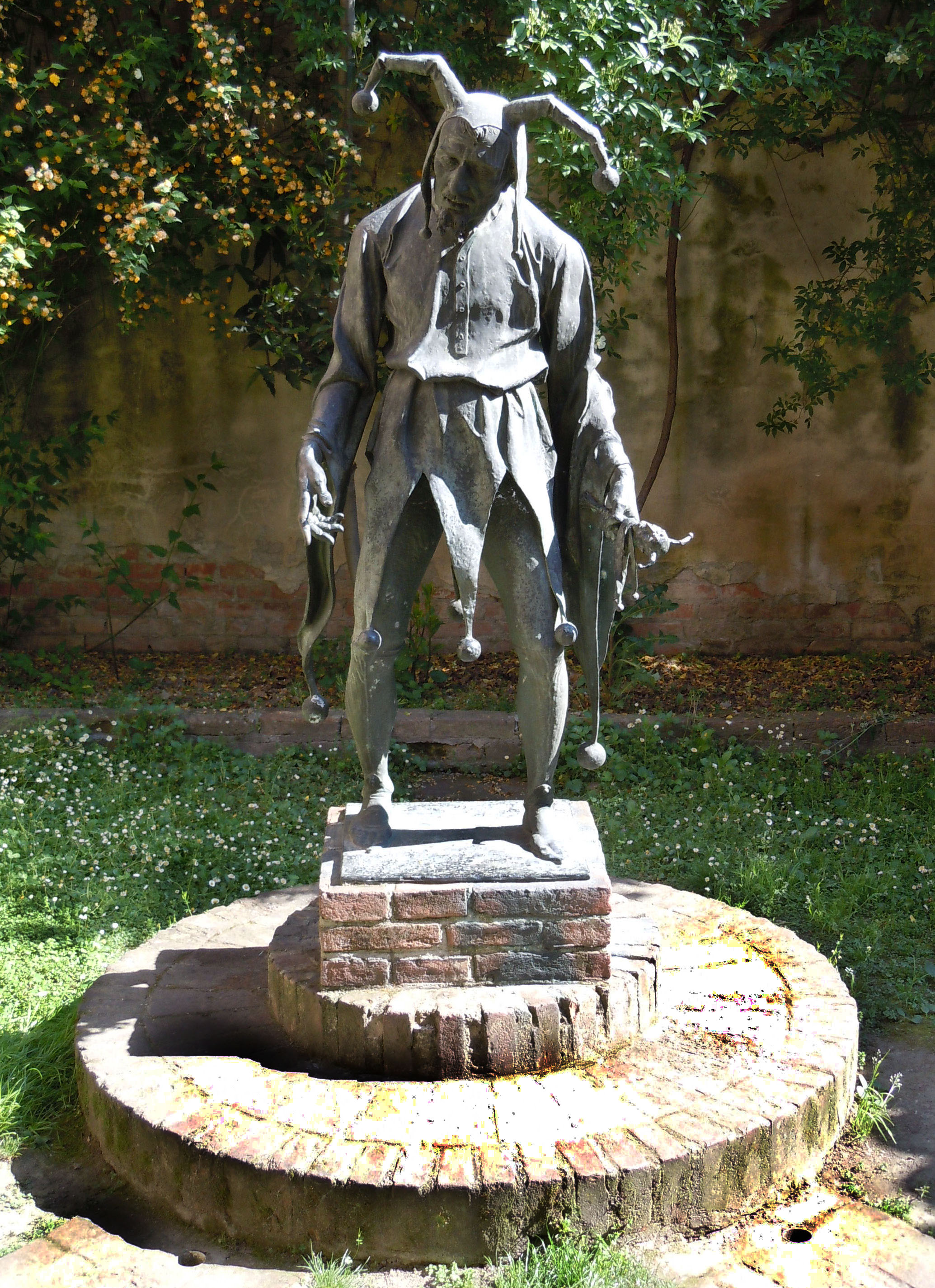
Statua di Rigoletto (Mantova, Casa di Rigoletto)

Rientrato a palazzo, il Duca, che era tornato a cercare Gilda poco dopo il loro incontro, si dispera per il rapimento della giovane, avvenuto nel breve tempo della sua assenza (Ella mi fu rapita). Quando però i cortigiani lo informano di aver rapito l'amante di Rigoletto, e che questa si trova nel Palazzo, realizza che la sorte lo ha in realtà favorito e si affretta a raggiungere l'amata (Possente amor mi chiama). Entra Rigoletto che, fingendo indifferenza, cerca la figlia, deriso dal crocchio di cortigiani; quando capisce che Gilda si trova nella camera del Duca, sfoga la sua ira imprecando contro i nobili, i quali apprendono con sorpresa che la giovane rapita è sua figlia, ma gli impediscono di raggiungerla (Cortigiani, vil razza dannata).
Esce Gilda, che rivela al padre di essere stata disonorata e, rimasti soli, gli racconta come ha conosciuto il giovane di cui ignorava la vera identità (Tutte le feste al tempio), mentre Rigoletto cerca di consolarla (Piangi, fanciulla). Passa frattanto Monterone, che sta per essere condotto in carcere. Il vecchio nobile si ferma e osserva il Duca ritratto in un quadro, constatando amaramente che la sua maledizione è stata vana. Udite le sue parole, Rigoletto replica che la vendetta arriverà invece per opera sua (No vecchio t'inganni...sì, vendetta): egli ha già deciso di rivolgersi al sicario Sparafucile per chiedergli di uccidere il Duca.

### Atto III
Rigoletto ha deciso di far toccare con mano alla figlia chi sia veramente l'uomo che ella, dopo un mese trascorso, continua ad amare. La conduce perciò alla locanda di Sparafucile sulle rive del fiume Mincio, dove si trova il Duca in incognito. Gilda ha così modo di vedere di nascosto l'amato dichiarare la propria irrisione verso le donne e gli uomini che se ne innamorano (La donna è mobile) e poi corteggiare Maddalena, sorella del sicario, come già aveva fatto con lei (Bella figlia dell'amore).
Rigoletto dà ordine alla figlia di tornare a casa e partire immediatamente alla volta di Verona, travestita da uomo per la sua incolumità; dopo aver preso accordi con Sparafucile, si allontana anch'egli dalla locanda. Mentre si avvicina un temporale, Gilda, già in abiti maschili, in preda ancora a un'attrazione irrefrenabile, torna presso la locanda e ascolta il drammatico dialogo che vi si svolge: Maddalena, invaghitasi anch'essa del Duca, supplica il fratello affinché lo risparmi e uccida al suo posto Rigoletto non appena giungerà con il denaro. Sparafucile, vantando una sorta di "rigore  professionale", non ne vuole sapere, ma alla fine accetta un compromesso: aspetterà fino a mezzanotte e, se arriverà, ucciderà il primo uomo che entrerà nell'osteria (Se pria che abbia il mezzo la notte toccato). Gilda decide immediatamente di sacrificarsi per il Duca: fingendosi un mendicante, bussa alla porta della locanda e viene pugnalata a sangue freddo dal sicario.
A mezzanotte, come convenuto, Rigoletto ritorna alla locanda e Sparafucile gli consegna il corpo in un sacco. Il buffone, illudendosi con grande soddisfazione di aver compiuto la sua vendetta, si appresta a gettarlo nel fiume quando, in lontananza, ode la voce del Duca (ripresa de La donna è mobile). Raggelato, si chiede di chi sia allora il corpo nel sacco, e quando lo apre scopre con orrore Gilda in fin di vita, che in un ultimo anelito gli chiede perdono e muore tra le sue braccia (V'ho ingannato....Lassù in cielo). Rigoletto, disperato, si rende conto che la maledizione di Monterone si è avverata (Ah, la maledizione!).

## La prima
La prima ebbe luogo con successo al Teatro La Fenice di Venezia l'11 marzo 1851. Questi gli artisti impegnati:

| Personaggio                           | Interprete                      | Registro vocale |
| ------------------------------------- | ------------------------------- | --------------- |
| Il Duca di Mantova                    | Raffaele Mirate                 | tenore          |
| Rigoletto                             | Felice Varesi                   | baritono        |
| Gilda                                 | Teresa Brambilla                | soprano         |
| Sparafucile                           | Paolo Damini                    | basso           |
| Maddalena                             | Annetta Casaloni                | contralto       |
| Giovanna                              | Laura Saini                     | mezzosoprano    |
| Il Conte di Monterone                 | Feliciano Ponz                  | baritono        |
| Marullo                               | Francesco De Kunnerth           | baritono        |
| Il Conte di Ceprano                   | Andrea Bellini                  | basso           |
| Contessa di Ceprano                   | Luigia Morselli                 | mezzosoprano    |
| Matteo Borsa                          | Angelo Zuliani                  | tenore          |
| Usciere                               | Giovanni Rizzi                  | tenore          |
| Paggio                                | Annetta Modes Lovati            | mezzosoprano    |
| Scene                                 | Giuseppe Bertoja                |                 |
| Direttore di scena                    | Francesco Maria Piave           |                 |
| Maestro del coro                      | Luigi Carcano                   |                 |
| Maestro al cembalo                    | Giuseppe Verdi (per tre recite) |                 |
| Primo violino e Direttore d'orchestra | Gaetano Mares                   |                 |

## Organico orchestrale
La partitura di Verdi prevede l'utilizzo di:
- ottavino, 2 flauti, 2 oboi, corno inglese, 2 clarinetti, 2 fagotti
- 4 corni, 2 trombe, 3 tromboni, cimbasso
- timpani, grancassa, piatti
- archi

Da suonare sul palco:
- violini I e II, viole, contrabbassi

Dietro la scena:
- Banda, grancassa, 2 campane, macchina del vento

## Brani principali

### Atto I
- Preludio
- Questa o quella per me pari sono (ballata del Duca)
- Pari siamo (monologo di Rigoletto)
- Veglia, o donna, questo fiore (duetto Rigoletto Gilda)
- È il sol dell'anima (duetto Duca Gilda)
- Caro nome (aria di Gilda)

### Atto II
- Ella mi fu rapita!... Parmi veder le lagrime (recitativo ed aria del Duca)
- Cortigiani, vil razza dannata (invettiva di Rigoletto)
- Tutte le feste al tempio (aria di Gilda)
- Piangi fanciulla.....Sì, vendetta, tremenda vendetta (duetto Rigoletto Gilda)

### Atto III
- La donna è mobile (canzone del Duca)
- Bella figlia dell'amore (quartetto: Duca, Maddalena, Rigoletto, Gilda)
- V'ho ingannato, colpevole fui (duetto Gilda Rigoletto)

## Numeri musicali
(Numerazione secondo l'edizione Ricordi)

### Atto I
- 1 Preludio
- 2 Introduzione
  - Introduzione Della mia bella incognita borghese (Duca, Borsa) Scena I
  - Ballata Questa o quella per me pari sono (Duca) Scena I
  - Minuetto e Perigordino Partite?... Crudele! (Duca, Contessa, Rigoletto, Coro, Borsa) Scena II-III
  - Coro Gran nuova! Gran nuova! (Marullo, Duca, Rigoletto, Ceprano, Coro) Scena IV-V
  - Seguito dell'Introduzione Ch'io gli parli (Monterone, Duca, Rigoletto, Coro) Scena VI
  - Stretta dell'Introduzione Oh tu che la festa audace hai turbato (Tutti meno Rigoletto) Scena VI
- 3 Duetto di Rigoletto e Sparafucile
  - Duetto Quel vecchio maledivami! (Rigoletto, Sparafucile) Scena VII
- 4 Scena e Duetto di Rigoletto e Gilda
  - Scena Pari siamo!... io la lingua, egli ha il pugnale (Rigoletto) Scena VIII
  - Scena Figlia!... - Mio padre! (Rigoletto, Gilda) Scena IX
  - Duetto Deh, non parlare al misero (Rigoletto, Gilda) Scena IX
  - Tempo di mezzo Già da tre lune son qui venuta (Gilda, Rigoletto, Giovanna) Scena IX-X
  - Cabaletta Veglia, o donna, questo fiore (Rigoletto, Gilda, Giovanna, Duca) Scena X-XI
- 5 Scena e Duetto di Gilda e Duca
  - Scena Giovanna, ho dei rimorsi... (Gilda, Giovanna, Duca) Scena XII
  - Duetto È il sol dell'anima, la vita è amore (Duca, Gilda) Scena XII
  - Tempo di mezzo Che m'ami, deh, ripetimi... (Duca, Gilda, Ceprano, Borsa, Giovanna) Scena XII
  - Cabaletta Addio... speranza ed anima (Gilda, Duca) Scena XII
- 6 Aria di Gilda
  - Scena Gualtier Maldè!... (Gilda) Scena XII
  - Aria Caro nome che il mio cor (Gilda) Scena XII
  - Scena È là... - Miratela (Borsa, Ceprano, Coro) Scena XIV
- 7 Finale I
  - Scena Riedo!... perché? (Rigoletto, Borsa, Ceprano, Marullo) Scena XV
  - Coro Zitti, zitti, muoviamo a vendetta (Coro) Scena XV
  - Stretta del Finale I Soccorso, padre mio! (Gilda, Rigoletto, Coro) XVScena

### Atto II
- 8 Scena e Aria del Duca
  - Scena Ella mi fu rapita! (Duca) Scena I
  - Aria Parmi veder le lagrime (Duca) Scena I
  - Tempo di mezzo Duca, Duca! - Ebben? (Coro, Duca) Scena II
  - Coro Scorrendo uniti remota via (Coro) Scena II
  - Cabaletta Possente amor mi chiama (Duca, Coro) Scena II
- 9 Scena e Aria di Rigoletto
  - Scena Povero Rigoletto! (Marullo, Ceprano, Rigoletto, Paggio, Borsa, Coro) Scena III-IV
  - Aria Cortigiani, vil razza dannata (Rigoletto) Scena IV
- 10 Scena e Duetto di Rigoletto e Gilda
  - Scena Mio padre! - Dio! Mia Gilda! (Gilda, Rigoletto, Coro) Scena V-VI
  - Duetto Tutte le feste al tempio (Gilda, Rigoletto) Scena VI
  - Tempo di mezzo Compiuto pur quanto a fare mi resta (Rigoletto, Gilda, Usciere, Monterone) Scena VI-VII
  - Cabaletta Sì, vendetta, tremenda vendetta (Rigoletto, Gilda) Scena VIII

### Atto III
- 11 Scena e Canzone del Duca
  - Scena E l'ami? - Sempre (Rigoletto, Gilda, Duca, Sparafucile) Scena I-II
  - Canzone La donna è mobile (Duca) Scena II
  - Recitativo È là il vostr'uomo... (Sparafucile, Rigoletto) Scena II
- 12 Quartetto
  - Scena Un dì, se ben rammentomi (Duca, Maddalena, Rigoletto, Gilda) Scena III
  - Quartetto Bella figlia dell'amore (Duca, Maddalena, Rigoletto, Gilda) Scena III
  - Recitativo M'odi, ritorna a casa... (Rigoletto, Gilda) Scena III
- 13 Scena, Terzetto, Tempesta
  - Scena Venti scudi hai tu detto? (Rigoletto, Sparafucile, Duca, Gilda, Maddalena) Scena IV-V-VI
  - Terzetto Somiglia un Apollo quel giovine... (Maddalena, Gilda, Sparafucile) Scena VI
  - Tempesta Scena VI
- 14 Scena e Duetto finale
  - Scena Della vendetta alfin giunge l'istante! (Rigoletto, Sparafucile, Gilda) Scena VII-VIII-IX-X
  - Duetto V'ho ingannato... colpevole fui... (Gilda, Rigoletto) Scena X